# Savinho
Savinho (* 10. April 2004 in Belo Horizonte; bürgerlich Sávio Moreira de Oliveira, auch als Sávio gelistet) ist ein brasilianischer Fußballspieler, der aktuell bei Manchester City unter Vertrag steht.

## Karriere

### Verein
Savinho spielte seit 2014 für Mineiro. Am 18. Juni 2020 unterschrieb er einen neuen Vertrag mit einer Laufzeit bis 2023 und einer Ausstiegsklausel von sechzig Millionen Euro. Am 20. September 2020 debütierte er beim 3:4-Auswärtssieg gegen Atlético Goianiense in der Campeonato Brasileiro de Futebol, als er in der 82. Spielminute für Keno eingewechselt wurde. In der Saison 2020 kam er in acht Spielen zum Einsatz, musste jedoch zwischenzeitlich aufgrund einer Corona-Erkrankung pausieren. Seine Mannschaft erreichte den dritten Platz in der Liga. 2021 war er eins von 60 Talenten der „Next Generation“-Liste von The Guardian. Zudem gewann er im Dezember 2021 mit dem Klub die brasilianische Meisterschaft. Im selben Monat schloss sich der Erfolg im Copa do Brasil 2021 an.
Im Juli 2022 verließ der Brasilianer sein Heimatland und wechselte auf den europäischen Kontinent zu ES Troyes AC. Wenige Tage später wurde er für eine Saison an die PSV Eindhoven verliehen. In der Saison 2023/24 war er an den spanischen Erstligisten FC Girona verliehen. Im Juli 2024 wechselte er zu Manchester City.

### Nationalmannschaft
Mit der brasilianischen U-15-Nationalmannschaft gewann Savinho die U15-Südamerikameisterschaft 2019. Dabei traf er viermal.
Mit der U20-Auswahl Brasiliens konnte Savinho im Februar 2023 den Gewinn der U20-Südamerikameisterschaft 2023 feiern. In dem Turnier kam er aber zu keinen Einsätzen.
Anfang März 2024 wurde Savinho durch Nationaltrainer Dorival Júnior für Freundschaftsspiele des A-Kaders am 23. und 26. des Monats gegen England und Spanien berufen. Beim 1:0-Erfolg über England am 23. März wurde er in der 78. Minute für Raphinha eingewechselt. Savinho wurde auch Teil des Kaders für Copa América 2024. Im zweiten Gruppenspiel gegen Paraguay am 28. Juni erzielte er mit dem Treffer zum zwischenzeitlichen 2:0 sein erstes Länderspieltor.

## Spielweise
Savinhos Vorbild ist Ronaldinho. Dalla Dea, Trainer der brasilianischen U-17-Mannschaft, sagt über ihn, dass er Fußball genießen würde und er ein typischer brasilianischer Spielertyp wäre.

## Erfolge
Nationalmannschaft
- U-20-Südamerikameister: 2023
- U-15-Südamerikameister: 2019

Atlético Mineiro
- Meister: 2021
- Pokalsieger: 2021
- Staatsmeister von Minas Gerais (3): 2020, 2021, 2022

Eindhoven
- Niederländischer Pokalsieger: 2023

Manchester City
- Supercupsieger: 2024